# Мухачёва, Элита Александровна
Элита Александровна Мухачёва (9 июня 1930 года, Нижний Новгород  — 15 апреля 2011 года, Уфа) — советский, российский учёный- математик. Доктор технических наук (1984), профессор (1982). Заслуженный деятель науки РФ (1992), БАССР (1985).

## Биография
Мухачёва (Ветошникова) Элита Александровна родилась 9 июня 1930 года в городе Нижний-Новгород в семье педагогов Ветошниковых. В 1933 году ее родители переехали в город Уфу. Отец Элиты Александровны, Александр Георгиевич, работавший статистиком, в 60 лет окончил физико-математический факультет педагогического института. Отец и привил любовь к математике своей дочери Элите.
В 1947 году окончила школу № 3 города Уфы с золотой медалью, поступила в медицинский институт по желанию своих родителей, хотя не хотела стать врачом.
В 1948 году решила подать документы на физико-математический факультет Башкирского государственного педагогического института.
В 1952 году с отличием окончила Башкирский государственный педагогический институт им. К. А. Тимирязева.
В 1952—1953 годах работала в Башкирском государственном педагогическом институте им. К. А. Тимирязева, с 1953 — в Уфимском нефтяном институте, с 1956 года — в Уральском политехническом институте (Свердловск).
Вышла замуж за Юрия Мухачёва, в семье родились двое детей.
С 1958 года работала в Уфимском государственном авиационном техническом университете: в 1966—1973 годах и с 1977—1984 годах — заведующая кафедра высшей математики, в 1984—1998 годах— вычислительной математики и кибернетики.
В 1961—1965 годах обучалась в заочной аспирантуре Института математики Сибирского отделения АН СССР. Научным руководителем Э. А. Мухачёвой был ученик Леонида Витальевича Канторовича Геннадий Соломонович Рубинштейн.
В 1967 году Элита Мухачёва защитила диссертацию на соискание учёной степени кандидата физико-математических наук,
в 1984 году- диссертацию на соискание учёной степени доктора технических наук. Профессор (1982).
Под ее руководством было защищено 40 кандидатских и 3 докторских диссертаций.
Заслуженный деятель науки Российской Федерации (1992). Заслуженный деятель науки Башкирской АССР (1985).

## Научная деятельность
Научная деятельность Э. А. Мухачёвой посвящена вычислительной математике, проблемам оптимального раскроя и упаковки. Мухачёвой разработаны точные и приближённые методы гильотинного раскроя в массовом производстве, методы конструирования планов раскроя-упаковки и исследована эффективность алгоритмов этих операций; предложен метаэвристический способ решения задач оптимизации линейного и ортогонального раскроя и упаковки деталей в единичном и мелкосерийном производстве.
Основатель российской школы по проблемам оптимизационных задач раскроя и упаковки.
Автор около 300 научных трудов.

## Научные труды
- Рациональный раскрой промышленных материалов. Применение АСУ. М., 1984; Математическое программирование. Новосибирск, 1987 (соавт.).
- G.Belov, G.Scheithauer, E.A. Mukhacheva. One-dimensional heuristics adapted for two-dimensional rectangual strip packing. // Journal of the Operational Research Society (2008) 59, pp. 823—832.
- Мухачева Э. А., Валеева А. Ф. и др. Автоматизация проектирования гильотинного раскроя с обходом дефектных областей на базе эволюционных алгоритмов. // М.: Информационные технологии. 2009. № 2. Приложение. 32 с.
- Картак В. М., Мухачева Э. А., Месягутов М. А., Филиппова А. С. Локальный поиск ортоганальных упаковок с использованием нижних границ. // М.: Изд-во Наука. Автоматика и телемеханика. 2009. № 6 и др.

## Почётные звания
- Заслуженный деятель науки Российской Федерации (6 апреля 1992) — за заслуги в научно-педагогической деятельности[4]
- Заслуженный деятель науки БАССР (1985)

## Награды
- Медаль «За трудовую доблесть» (1981)